# Klara Deecke

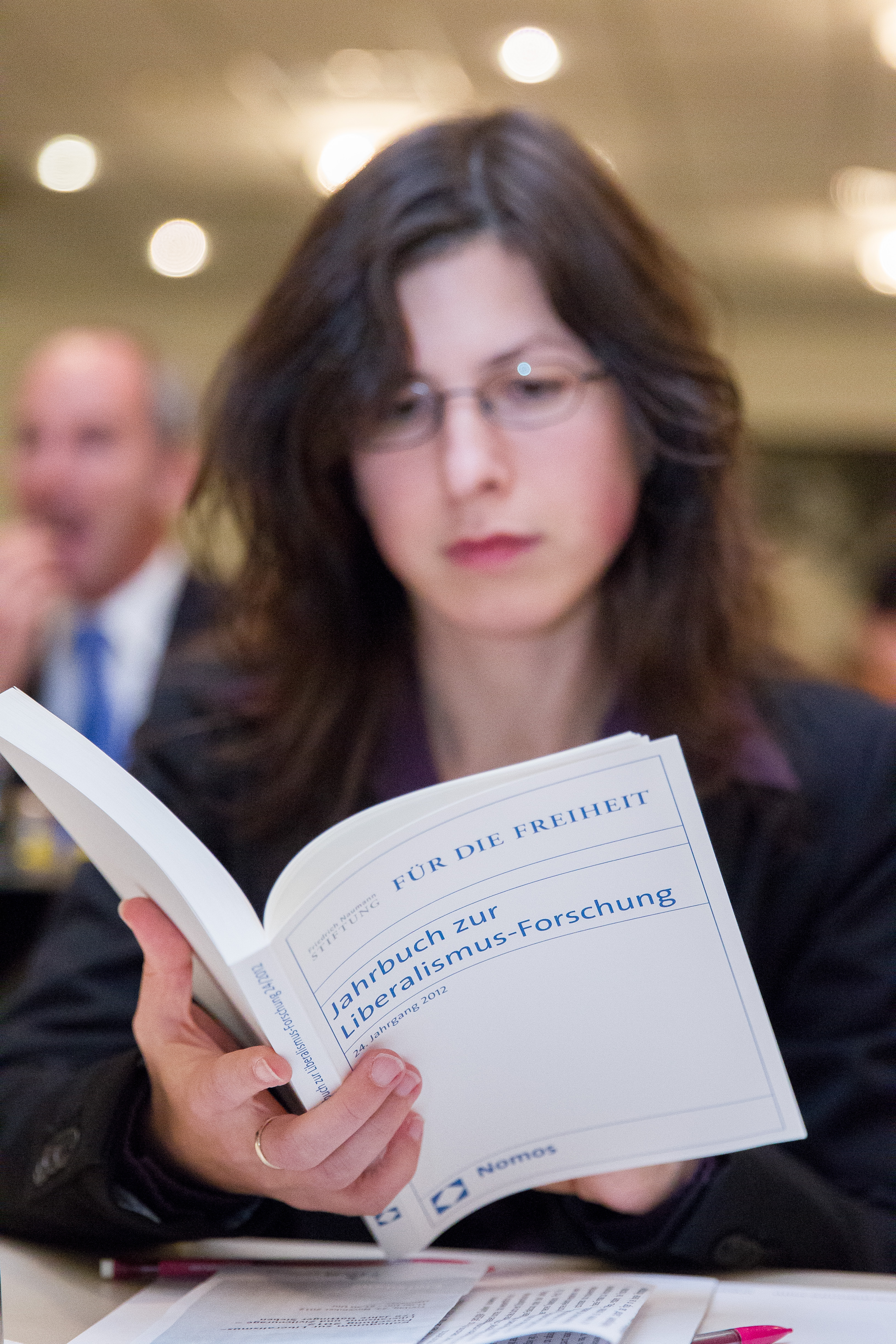
Klara Deecke, 2012

Klara Deecke (* in Heidelberg) ist eine deutsche Historikerin und Archivarin.

## Werdegang
Deecke legte 1999 in Karlsruhe das Abitur ab. Im selben Jahr nahm sie an der Ernst-Moritz-Arndt-Universität Greifswald ein Studium der Geschichts- und Politikwissenschaft sowie der Volkswirtschaftslehre auf. Sie wirkte am dortigen Graduiertenkolleg „Kontaktzone Mare Balticum. Fremdheit und Integration im Ostseeraum“ und verfasste ihre Dissertation über das Thema des liberalen wirtschaftspolitischen Denkens in Universität und Verwaltung Ostpreußens und Vorpommerns im frühen 19. Jahrhundert bei Erk Volkmar Heyen. Mit ihrer Dissertation gewann sie 2012 den Wolf-Erich-Kellner-Preis. Anschließend war sie als wissenschaftliche Mitarbeiterin bei Michael North am Lehrstuhl für Allgemeine Geschichte der Neuzeit an der Universität Greifswald tätig. 2011 begann sie ein Referendariat für den höheren Archivdienst am Hessischen Staatsarchiv Marburg und an der Archivschule Marburg. Im April 2013 legte sie die archivische Staatsprüfung ab. Als wissenschaftliche Archivarin war sie ab 2013 in der Kommunalen Archivberatung am Staatsarchiv Darmstadt tätig. Am 1. April 2014 wurde sie als Nachfolgerin von Hans-Peter Becht zur Leiterin des Stadtarchivs Pforzheim ernannt.

## Werke (Auswahl)
- mit Alexander Drost (Hrsg.): Liebe zum Fremden. Xenophilie aus geistes- und sozialwissenschaftlicher Perspektive. [Interdisziplinäre Tagung „Von Liebe und Fremde(n)“]. Böhlau, Köln/Weimar/Wien 2010, ISBN 978-3-412-21338-1.
- Liberale Wirtschaftspolitiktheorie in Policeywissenschaft und -normgebung Preußens und Schwedisch-Pommerns 1770–1830. Phil. Diss. Greifswald 2011.
- „Hessen Mobil“ als Herausforderung für die archivische Überlieferungsbildung. Analysen und konzeptionelle Überlegungen für ein Archivierungsmodell der hessischen Staatsarchive zur Straßen- und Verkehrsverwaltung. Marburg 2013.
- „Staatswirtschaft vom Himmel herabgeholt.“ Konzeptionen liberaler Wirtschaftspolitik in Universität und Verwaltung 1785–1845. Ausprägungen und Brechungen am Beispiel Ostpreußens und Vorpommerns. Vittorio Klostermann, Frankfurt am Main 2015, ISBN 978-3-465-04223-5.
- mit Ewald Grothe (Bearb.): Massenakten – Massendaten. Rationalisierung und Automatisierung im Archiv. 87. Deutscher Archivtag in Wolfsburg. Selbstverlag des VdA, Fulda 2018, ISBN 978-3-9818504-1-3.
- mit Sonja Hillerich (Hrsg.): Neue Beiträge zur Pforzheimer Stadtgeschichte. Band 6. Verlag Regionalkultur, Ubstadt-Weiher 2020.